# 대한민국 국군이 참가한 베트남 전쟁의 전투와 작전 목록
다음은 베트남 전쟁에서 주월 한국군이 치른 전투와 작전에 관한 목록이다.
| 명칭                         | 기간                               | 지역                            | 협력부대                                             | 결과                                                 |
| ---------------------------- | ---------------------------------- | ------------------------------- | ---------------------------------------------------- | ---------------------------------------------------- |
| 번개 작전                    | 1965년 11월 8일 ~ 11월 14일        | 카인호아 성                     |                                                      |                                                      |
| 비호 작전                    | 1966년                             | 불명                            | 없음                                                 | 베트콩 279명 사살, 아군 2명 사망.                    |
| 제퍼슨 작전                  | 1966년 1월 1일 ~ 1월 18일          | 푸옌 성                         | ARVN 제47낙하산연대                                  | 베트콩 391명 사살.                                   |
| 밴 뷰런 작전                 | 1966년 1월 19일 ~ 2월 21일         | 푸옌 성                         | 제101공수사단, ARVN 제47낙하산연대                   | 베트콩 875명 사살, 아군 23명(미군 13명, 한국군 10명) |
| 재건설 작전                  | 1966년 2월                         | 푸옌 성 Tuy Hoa                 | 제101공수사단 1여단, ARVN 제47낙하산연대             |                                                      |
| 필모머 작전                  | 1966년 3월 24일 ~ 6월 21일         | 푸옌 성 Tuy Hoa                 | 제101공수사단 1여단, ARVN 제47낙하산연대             | 베트콩 782명 사살, 한국군 5명 사망                   |
| 롱스트리트 작전              | 1966년 7월 16일                    | 빈딘 성과 푸옌 성               | 정비 및 경비 작전.                                   |                                                      |
| 존 폴 존스 작전              | 1966년 7월 17일 ~ 8월 30일         | 푸옌 성 Tuy Hoa 서쪽 40km       | 미국 제4보병사단 2여단, 제101공수사단 1여단          |                                                      |
| 북극성 작전                  | 1966년 8월 23일 ~ 9월 23일         | 꽝응아이 성 Bình Sơn District   | 없음                                                 |                                                      |
| 리/Lien Ket 64 작전          | 1966년 10월 3일 ~ 10월 10일        | 꽝응아이 성                     | ARVN 제4여단.                                        |                                                      |
| 용안 작전                    | 1966년 11월 9일 ~ 11월 27일        | 꽝응아이 성                     | 없음                                                 | 베트콩 954명 사살 87명 사망.                         |
| 리오 그란데/Lien Ket 81 작전 | 1966년 11월 20일 ~ 11월 27일       | 꽝응아이 성                     | 미국 제5해병사단 1대대, ARVN 제2사단                 |                                                      |
| 짜빈동 전투                  | 1967년 2월 14일 ~ 2월 15일         | 짜빈둥 마을 근처                | 없음                                                 | 베트콩 456명 사살, 15명 사망                         |
| 괴롱 작전                    | 1967년 1월 17일 ~ 1월 12일         | 꽝응아이 성                     | 없음                                                 | 베트콩 16명 사살하고 무기 61정 압수.                 |
| 오작교 작전                  | 1967년 3월 8일 ~ 4월 18일          | 푸옌 성                         | 맹호부대, 백마부대                                   | 베트콩 2597명 사살, 아군 230명 사망.                 |
| 뇌룡 작전                    | 1967년 5월 17일 ~ 5월 27일         | 꽝응아이 성                     | 없음                                                 | 베트콩 1470명 사살, 아군 140명 사망.                 |
| 용화 작전                    | 1967년 9월 5일 ~ 10월 30일         | 꽝응아잉 성                     | 없음                                                 | 월맹군 1967명/베트콩 541명 사살                      |
| Daring Rebel 작전            | 1969년 5월 5일 ~ 5월 20일          | 다낭 남방 24km 빈딘성, 베리어섬 | ARVN 제2사단, 베리어섬 주둔 미군.                    |                                                      |
| 피페스톤 계곡 작전           | 1969년 5월 26일 ~ 11월 7일         | 꽝남 성 호이안 서방 13km        | 제1해병사단 1연대 1,2대대, 5연대 3대대, 26연대 1대대 | 베트콩 8502명 사살, 아군 701명 사망.                 |
| Defiant Stand 작전           | 1969년 9월 7일                     | 다낭 남방 55km 베리어 섬        | 제26해병연대, 1대대                                  | 상륙작전                                             |
| Operation Hoang Dieu 101     | 1970년 12월 17일 ~ 1971년 1월 19일 | 꽝남 성                         | 제3해병원정군, ARVN 제51연대                         | 월맹군 5038명 사살.                                  |
| 황룡 2호 작전                | 1971년 1월 4일 ~ 1월 21일          | 꽝남 성                         | 없음                                                 |                                                      |
| Operation Hoang Dieu 103     | 1971년 2월 3일 ~ 3월 10일          | 꽝남 성                         | 제3해병원정군, ARVN 제51연대                         |                                                      |
| 도깨비 20호 작전             | 1971년 11월 8일 ~ 11월 14일        | 카인호아 성                     |                                                      |                                                      |
| 안케패스 전투                | 1972년 4월 11일 ~ 4월 26일         |                                 |                                                      |                                                      |